# Stian Remme
Stian Remme, (né le 4 juin 1982 à Bergen), est un ancien coureur cycliste norvégien. Il est actuellement directeur sportif de l'équipe Sparebanken Sør.

## Palmarès
- 2005
  -  Champion de Norvège du contre-la-montre par équipes (avec Are Hunsager Andresen et Morten Christiansen)
- 2006
  -  Champion de Norvège du contre-la-montre par équipes (avec Morten Hegreberg et Kjetil Ingvaldsen)
  - 2e étape du Fana Sykkelfestival
- 2007
  - Grenland GP :
    - Classement général
    - 3e étape

  - 2e de la Ronde de l'Oise
  - 3e du championnat de Norvège du contre-la-montre par équipes
- 2008
  - 2e étape du Tour des Pyrénées
  - 2e du championnat de Norvège sur route
  - 3e du Tour des Pyrénées
- 2009
  - Fana Sykkelfestival :
    - Classement général
    - 1re (contre-la-montre) et 2e étapes

  - 5e étape du Ringerike Grand Prix
- 2011
  - 2e du Tour Alsace
  - 2e du Mi-août en Bretagne
- 2013
  - 3e de l'Hadeland GP

## Classements mondiaux
| Année           | 2005 | 2006 | 2007 | 2008 | 2009 | 2010 | 2011 | 2012 | 2013 |
| --------------- | ---- | ---- | ---- | ---- | ---- | ---- | ---- | ---- | ---- |
| UCI Europe Tour | 793e |      | 401e | 408e | 667e | 869e | 231e | 773e | 634e |